# Учанское восстание
Уча́нское восста́ние (кит. трад. 武昌起義, упр. 武昌起义, пиньинь Wǔchāng Qǐyì) — вооружённое восстание против правящей династии Цин, произошедшее в Учане 10 октября 1911 года, положив начало Синьхайской революции, в результате которой была свергнута последняя императорская династия Китая. Во главе ее стояли элементы Новой армии, находившиеся под влиянием революционных идей Тунмэнхуэя. Восстание и последующая революция непосредственно привели к падению династии Цин с почти трехвековым императорским правлением и созданию Китайской Республики , которая отмечает годовщину начала восстания 10 октября как Национальный день Китайской Республики.

## Предыстория
В районе Уханя существовали две революционные группы: Литературное общество и Прогрессивная ассоциация. Эти группы, возглавляемые Цзян Иу и Сунь Уо, тесно сотрудничали друг с другом для борьбы против монархии в Ухане. Начиная с сентября 1911 года, эти две группы начали переговоры с Тунмэнхуэем о возможном сотрудничестве в следующем восстании. Первоначально дата была назначена на 6 октября, на праздник. Позже дата была перенесена из-за недостаточной подготовки. 9 октября, когда Сунь У руководил изготовлением взрывных устройств в российской концессии в провинции Ханькоу, одно из устройств неожиданно взорвалось, в результате чего Сунь Ятсен получил серьезные травмы. Когда он был госпитализирован, персонал больницы установил его личность и предупредил власти провинции Цин. После того, как их личности были раскрыты, революционерам из Новой армии, дислоцированной в Учане, грозил неминуемый арест со стороны властей Цин. Цзян Иу из Литературного общества принял решение немедленно начать восстание, но о заговоре узнали, и вице-король Хугуан приказал подавить революционеров, арестовав и казнив нескольких видных деятелей. Ранним утром 10 октября 1911 года революционеры, арестованные цинскими войсками, были обезглавлены.
Вечером 10 октября сапёрный батальон, к которому присоединились два пехотных полка и артдивизион (всего до 4 тысяч солдат) захватили Цзянся. У Чжаолинь в качестве временного командующего возглавил революционные элементы Новой армии, поднял мятеж против гарнизона Цин в Хугуане, захватив при этом резиденцию вице-короля, а также захватив стратегические точки в городе после интенсивных боев. Когда вице-король сбежал, гарнизон Цин пришел в замешательство. В период с ночи 10 октября до полудня 11 октября «более 500 маньчжурских солдат были убиты» и «более 300 взяты в плен».
11 октября восставшие создали военное правительство, представляющее провинцию Хубэй, и убедили одного из высокопоставленных офицеров Новой армии, Ли Юаньхуна, стать временным лидером. Вновь созданное военное правительство смогло подтвердить, что иностранные державы не будут вмешиваться в восстание, и они подняли «18-звездочный флаг железной крови», давая сигнал другим провинциям последовать их примеру. 12 октября революционеры двинулись на остальную часть провинции, захватив при этом Ханькоу и Ханьян.  12 октября в руках восставших было всё трёхградье Ухань.
Революционеры не решились сами создать новое правительство и пришли за помощью в провинциальный совещательный комитет. Так власть в трёхградье мирно перешла в руки оппозиции во главе с председателем комитета и лидером местных либералов шэньши Тан Хуалуном. Во главе хубэйского военного правительства был поставлен командир смешанной бригады «новых войск» генерал Ли Юаньхун. Новая власть объявила Китай республикой и призвала население перейти на сторону восставших. В знак освобождения от ига маньчжуров республиканцы срезали косы. Консулам держав в Ханькоу были направлены ноты с признанием всех неравноправных договоров, заключённых империей Цин.
Жители трёхградья Ухань с энтузиазмом поддержали восставших солдат. За несколько дней численность республиканских вооружённых сил увеличилась до нескольких десятков тысяч человек. Наличие здесь крупного арсенала, порохового завода, складов оружия и боеприпасов позволило быстро вооружить добровольцев, влившихся в хубэйскую армию. Новое правительство, конфисковавшее большие запасы серебра, банкнот и медных денег, на первых порах могло платить жалованье солдатам. Успех Учанского восстания был обусловлен позицией местных частей Наньянской армии. В ходе боёв к восставшим полкам и батальонам присоединилось большинство солдат и офицеров хубэйской дивизии «новых войск».
После успешного восстания в Учане революционеры направили телеграммы в другие провинции и попросили их последовать их примеру, после чего восемнадцать провинций Южного и Центрального Китая согласились выйти из состава цинского правительства к концу декабря 1911 года.
Представители отделившихся провинций встретились 1 января 1912 года и объявили об основании Китайской Республики, когда Сунь Ятсен был приведен к присяге в качестве первого президента.